# Альберсвиль
Альберсвиль (нем. Alberswil) — коммуна в Швейцарии, в кантоне Люцерн.
Входит в состав округа Виллизау. Население составляет 530 человек (на 31 декабря 2006 года). Официальный код — 1121.

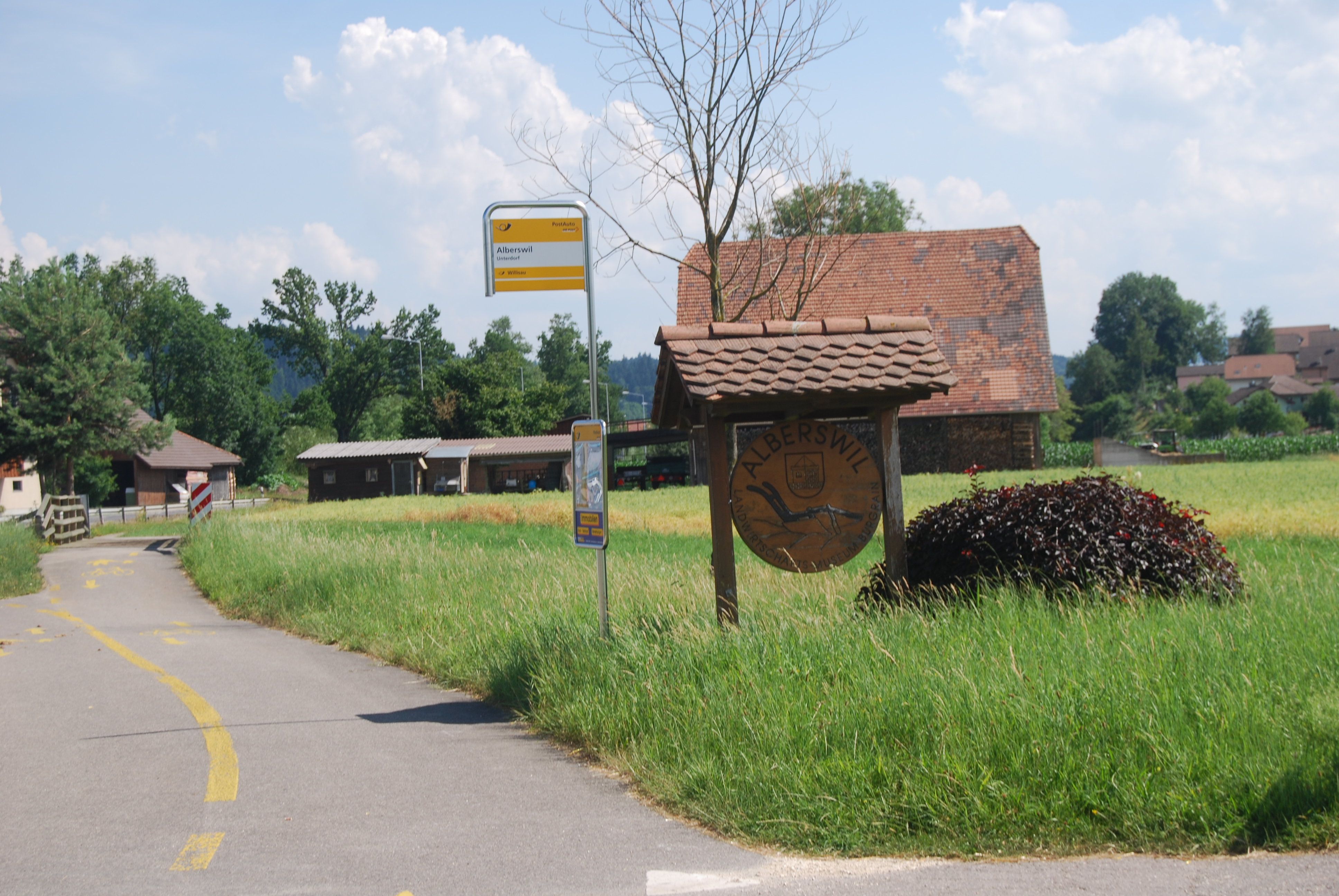
Альберсвиль